# Cottonwood (Kalifornia, Kern megye)
Cottonwood statisztikai település az USA Kalifornia államában, Kern megyében. Lakosainak száma 3971 fő (2020).

## Népesség
A település népességének változása:

| 2020 | 3 971 |